# The Mill Stream
The Mill Stream è un cortometraggio muto del 1914 diretto da George Lessey (con il nome George A. Lessey). Nel 1914 e nel 1915, King Baggot e Arline Pretty, i due protagonisti, recitarono insieme numerose volte.

## Produzione
Il film fu prodotto dall'Independent Moving Pictures Co. of America (IMP). Venne girato a New York, a Smithtown (Long Island).

## Distribuzione
Distribuito dall'Universal Film Manufacturing Company, il film uscì nelle sale cinematografiche USA il 14 dicembre 1914.